# Brendan Halligan
Brendan Halligan, né le 5 juillet 1936 à Rialto et mort le 9 août 2020, est un homme politique irlandais.

## Biographie
Brendan Halligan naît le 5 juillet 1936 à Rialto. Il étudie à St James's CBS et au Kevin Street College of Technology. Il travaille à l'usine CIÉ (en) d'Inchicore avant de devenir économiste à l'Irish Sugar Company.
Il devient directeur politique puis secrétaire général du parti travailliste en 1969. Il occupe ce poste pendant 11 ans.
Il siège au Seanad Éireann de 1973 à 1976. Il devient député européen et siège de 1983 à 1984, se spécialisant dans la politique énergétique.
Il vit à Rathfarnham, Dublin. Après avoir été malade un certain temps, Brendan Halligan meurt le 9 août 2020. Il laisse dans le deuil sa femme Margaret (Margie) et ses trois enfants.